# Pašilė
Pašilė (ryska: Пашиле) är en ort i Litauen. Den ligger i den västra delen av landet, 200 km nordväst om huvudstaden Vilnius. Pašilė ligger 160 meter över havet och antalet invånare är 224.
Terrängen runt Pašilė är platt. Runt Pašilė är det ganska glesbefolkat, med 26 invånare per kvadratkilometer. Närmaste större samhälle är Kaltinėnai, 7,8 km sydväst om Pašilė. Trakten runt Pašilė består till största delen av jordbruksmark.